# Ammophila exsecta
Ammophila exsecta es una especie de avispa del género Ammophila, familia Sphecidae.

## Taxonomía
Fue descrito por primera vez en 1906 por Kohl. 